# Vallée du Cachemire
Pour les articles homonymes, voir Cachemire (homonymie).
La vallée du Cachemire (en ourdou : وادی کشمیر, /ʋaːdiː kəʃmiːr/ ; en hindi : कश्मीर घाटी, /kəʃmiːɾ gʰɑːʈiː/ ; en cachemiri : کٔشیٖر وٲدی, /kəʃiːr wəːdiː/) est une vallée d'Inde située dans le territoire du Jammu-et-Cachemire, dans l'ouest de l'Himalaya. Intégralement entourée par la chaîne Pir Panjal, elle mesure 135 kilomètres de longueur pour 32 kilomètres dans sa plus grande largeur. Elle est drainée par de nombreux cours d'eau dont le plus important est la rivière Jhelum ; ces rivières forment des zones humides et des lacs dont le plus grand est le lac Dhal. Son fond plat situé à environ 1 600 mètres d'altitude est recouvert de terres fertiles pour l'agriculture, ce qui la fait qualifier de « Paradis sur Terre » par le quatrième empereur moghol Jahângîr. En son centre, contre les montagnes, se trouve Srinagar, l'ancienne capitale d'été de la principauté de Jammu-et-Cachemire et capitale du territoire indien du Jammu-et-Cachemire.
La vallée est parfois surnommée « Suisse de l'Asie » et Srinagar est comparée à Venise en raison de ses nombreux canaux.

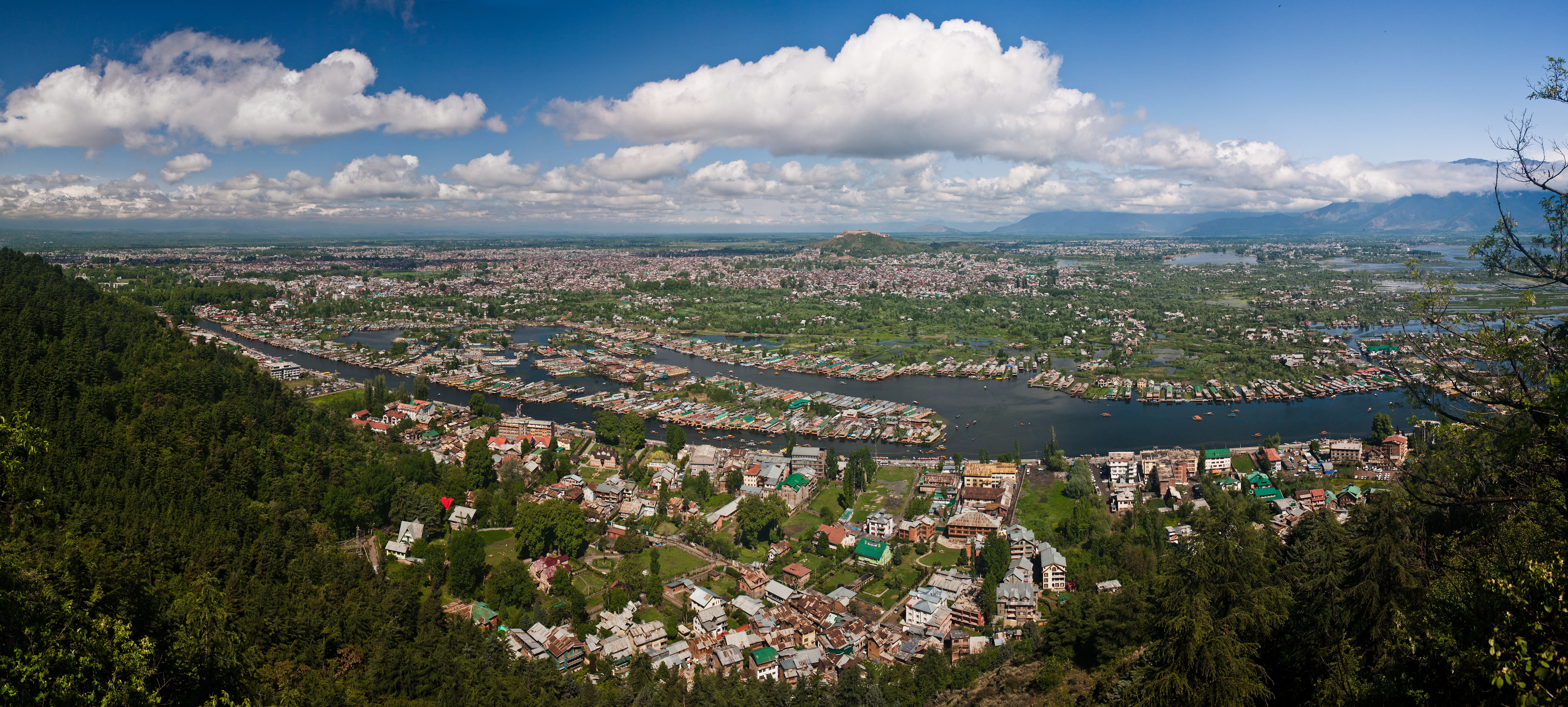
Vue panoramique de Srinagar dans la vallée du Cachemire.

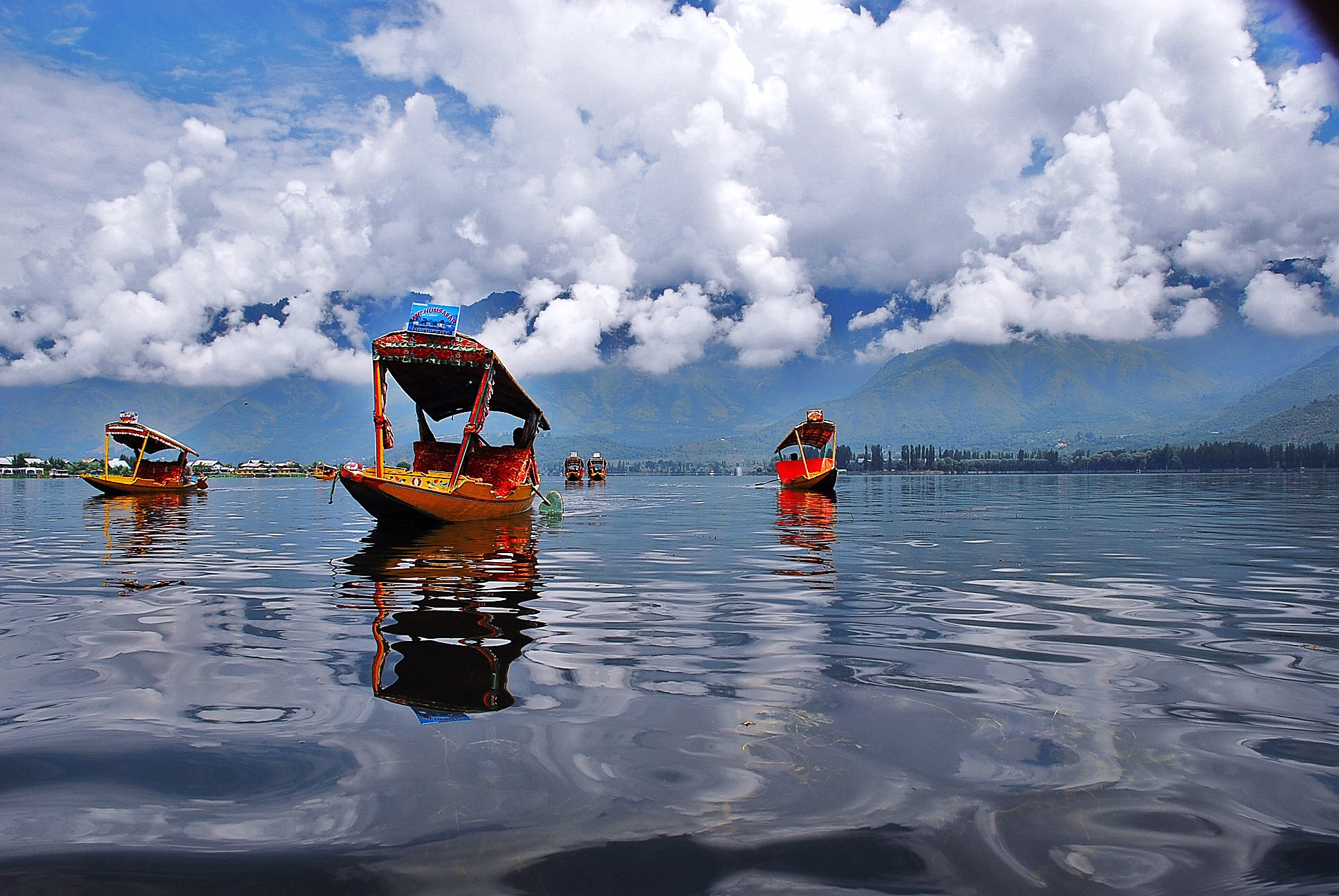
Shikara, des bateaux-taxis traditionnels, sur le lac Dhal.